# ダブルバーレル質問
ダブルバーレル質問（ダブルバーレルしつもん、英語: double-barreled question）は、非形式的誤謬のひとつ。単に、ダブルバーレル、ダブルバレル、ダブル・バーレル、ダブル・バレルともいい、さらに、ダブルバーレル式質問、ダブルバレル質問、ダブルバーレル項目、また、二連発質問ともいう。ひとつではなく複数の問題について言及した質問を発しながら、ひとつだけの回答を求めることを指す。このような質問に対し、回答者はふたつの問いの一方にしか回答することができず、どちらに答えたのかを明示することもできないため、質問に対する回答者の態度を正確に計測することができない場合がある。
ダブルバーレル質問は、アンケートなどの調査においては「このような質問文は用いてはならない」とされるが、「要素の中に常識的なものや基礎的なものがある場合など」は不適切とは限らないとも説明され、さらに仮説検証ではなく探索的資料収集を目的とする場合には意図的に用いる例もある。
英語の「double barrel」は、銃器に銃身が2本あることを意味し（en:Multiple-barrel firearm 参照）、こうした連発銃などの狙いが「一つに定まらないこと」を意味している。
英語の場合、ダブルバーレル質問の多くは、接続詞「and」が用いられていることで検出できる。ただし、ことは単純ではなく、「and」は適切に組み立てられた質問の中で用いられていることもある。
三つのことを問うような質問はトリプルバーレル （trible (triple, treble)-barreled) と称される。例えば、「あなたは健康のために毎日牛乳を飲みますか」は、「牛乳を飲」むか否か、その目的が「健康のために」か否か、その頻度が「毎日」か否かという異なる質問がひとつにされている。
日本語では、もっぱら社会調査の質問票の検討において用いられる用語とされる。

## 質問の例
ダブルバーレル質問の例としては、「あなたは生徒たちが歴史や文化についてもっと授業を受けるべきだと思いますか?」が挙げられる。この質問はふたつの異なる質問、すなわち「あなたは生徒たちが歴史についてもっと授業を受けるべきだと思いますか?」と「あなたは生徒たちが文化についてもっと授業を受けるべきだと思いますか?」を一度に尋ねている。ふたつの質問をひとつに結びつけてしまうことで、何を計測しようとしているのかが不明確になり、別々に尋ねていれば異なる結果となったかもしれないし、回答者を混乱させる恐れがある。言い換えれば、両方の質問に「はい」と答える回答者もいれば、「いいえ」と答える者もいるだろうが、「はい でも いいえ でもある」と答えたい回答者もいるはずなのである。
このほか、ダブルバーレル質問の例としては以下のようなものがある。
- あなたは、タバコを吸ったり日本酒を飲んだりしますか[2]。
- このコーヒーは香りが良くて美味しかったですか[6]。
- あなたは、「宇宙開発は、安全保障上重要なので、進めるべきだ」という意見に賛成ですか[7]。
- 外国の侵略を防ぐためには，アメリカの MSA (相互安全保障法) 援助を受けて自衛力を強化し，国を守らなければならないという意見があります。あなたはこの意見に賛成ですか，反対ですか[9]。
- あなたは、携帯電話やパソコンを利用していますか [13]。
- 次の質問に同意しますか、しませんか。自動車は、より速く、より安全になるべきだ(Please agree or disagree with the following statement: Cars should be faster and safer.)[11]。
- あなたは自分の給与や労働状態にどれくらい満足していますか? (How satisfied are you with your pay and job conditions?)[12]
- あなたは病院への通院に、どれくらいの頻度で、どれくらいの時間を費やしていますか? (How often and how much time do you spend on each visit to a hospital?)[14]
- あなたの部局は、新規採用する男女について特別な採用方針をもっていますか? (Does your department have a special recruitment policy for men and women?)[14]

回答の選択肢が予め限られている選択肢質問の場合、回答の選択肢がダブルバーレルになっていることもある。例えば、「あなたが働く動機は何ですか? (What motivates you to work?)」に対する回答の選択肢のひとつが「仕事が楽しいし、同僚も良い連中だ (Pleasant work and nice co-workers)」であれば、これはダブルバーレルである。同様に、「パソコンを利用する主な目的を教えてください。」に対する回答の選択肢に「情報収集や情報発信」とあれば、それはダブルバーレルである。
ダブルバーレル質問は、専門家が用いることもあり、歪められたメディアの報道や研究論文を生むことがある。例えば、ザ・ハリス・ポールは、1980年代に、アメリカ合衆国・リビア関係についての合衆国民の世論調査や、ミハイル・ゴルバチョフに対するアメリカ人の意識を調査する際に、ダブルバーレル質問を用いていた。

## アメリカ合衆国の法廷における用法
法的手続においては、ダブルバーレル質問は「複合質問 (compound question)」と呼ばれる。
法廷において、複合質問は異議を出されることがあるが、これは証人が尋問への明確な回答ができないことがあるためである。
法廷における実践ガイドのひとつは、次のような複合質問の例を挙げている。
反対尋問者：あなたが交差点に近づいたとき、あなたは下を見て、ラジオ局を変え、それから目を上げて、初めて向かってきた車に気づいたわけですね?
反対側：異議あり、複合質問。
Cross-examiner: As you approached the intersection, did you look down, change the radio station, and then look up and for the first time notice the oncoming car?

Opponent: Objection, compound question.
こうした実践例としては、ウェイズ対レインヴィル事件（Weise v. Rainville (1959) 173 CA2d 496, 506) があり、証人が複合質問に「はい」と答えた場合に「証人がふたつの質問の両方に「はい」と答えるという意図をもっていなかったという恐れが生じる (raises the danger that the witness does not intend to reply to both questions)」として、質問が差し止められる。同様に法廷、陪審、あるいは上級審にとっても、質問に答えた証人の意図が不明確になる恐れがあり、こうした質問は、関わりのある情報の要求とともに、関係のない、あるいは、ふさわしくない情報を併せて求めるものとなっている。もし、このような質問が、反対側の弁護士からみて害のないものであれば、その弁護士は異議を申し立てる必要はないが、しかし、反対側の弁護士は、異議を申し立てることも、分割された複合質問ではない形に直せば異議を申し立てないと述べることもある。
複合質問は、しばしば反対尋問の際に持ち出される。